# هنتری آکونتان
هنتری‌آکونتان (به انگلیسی: Hentriacontane) ، یا اون‌تریاکونتان یک ترکیب شیمیایی با شناسه پاب‌کم ۱۲۴۱۰ است. شکل ظاهری این ترکیب، بلورهای مومی کدر سفید است.